# Baby&CIDER≡
Baby&CIDER≡（べいびーあんどさいだぁ）は日本のロックバンド。2001年結成。
ライブはメンバーの2人と「MD」で行う。

## 略歴
ホフディラン活動休止後、ワタナベイビーと古くからの仲間、かせきさいだぁ≡で結成。「青春ポップデュオ」をテーマに楽曲を作成、ライブ時は青春をイメージすると言うことで学ランと、何故かサンバイザーを着用して行う。
ステージにはかせきさいだぁ≡が作り出した脱力キャラ、「ハグトン」（の着ぐるみ）が出演する時もある。
結成のきっかけは、2人で楽曲制作を行っていた所、「かせき音頭」の出来に手応えを感じたことからである。
2010年1月31日に、「ショパン生誕200年記念トリビュート・アルバム」への参加のために久々のレコーディングを行った。

## メンバー
- ワタナベイビー　（ボーカル、ギター、ウクレレ担当）
- かせきさいだぁ≡ （ボーカル、ラップ、MD操作担当）

## 音源

### CD
- BACK TO SCHOOL（2003年4月23日発売、BOOGALOO HGCB-2010）
  - 1.失恋同好会 2.Welcome Baby&CIDER 3.オバケの転校生 4.寄り道ベイビー 5.ブランニューなことさ 6.あぶない☆カリキュラム 7.かせき音頭 8.席がえの季節 9.ヘッドフォンジャック 10.泣くな!かなしみちゃん 11.青春フレーバー
- 僕は脱落者（2006年2月15日発売、HAGE DDCA-3003）
  - 1.僕は脱落者 2.愛とはかぎらない 3.卒業ロック 4.僕は脱落者（社会人編） 5.僕は脱落者（カラオケ編）

### オムニバス参加アルバム
- THE UKULELE BEATLES 2（2004年6月23日発売、ジェネオン GNCL-1010）
  - ウクレレによるビートルズのカバーアルバム第2弾。M-8「Eight Days A Week」で参加。
- JAMMIN' with CHOPIN～トリビュート・トゥ・ショパン～（2010年3月24日、バップ、VPCC-84441）
  - 生誕200周年を迎えるショパンのトリビュート・アルバム。M-10.ショパンにありったけ（練習曲第3番ホ長調Op.10-3「別れの曲」）で参加。

### DVD
- LIVE 春夏コレクション（SET YOU FREE）
- LIVE 秋冬コレクション（SET YOU FREE）
- 僕は脱落者 ツアーファイナル ～壮絶!全曲ライブ!!～（2007年11月19日発売、SET YOU FREE）
  - DVD-RとCD-Rの2枚組・2006年6月28日に渋谷O-WESTにて行われたワンマンライブをDVDとCDに分けて全曲収録。アルバム未収録曲もあり。映像特典として「僕は脱落者」「卒業ロック」のプロモーションビデオも収録されている。
    - DVD 1.僕は脱落者 2.失恋同好会 3.Welcome Baby&CIDER 4.寄り道ベイビー 5.あぶない☆カリキュラム 6.かせき音頭 7.ヘッドフォンジャック 8.青春フレーバー 9.卒業ロック 10.僕は脱落者
    - CD 1.オバケの転校生 2.ブランニューなことさ 3.席がえの季節 4.泣くな!かなしみちゃん 5.愛とはかぎらない 6.ちょうどいいライフ 7.虹の渡り廊下 8.のんびり行こうぜ 9.8.Eight Days A Week 10.東京

## CM
- サッポロビール 「エビス<ザ・ホップ>」（2007年） - CMソング、出演
- ロート製薬 「スキンアクア」（2009年） - CMソング